# Бретенбах От Рин
Бретенбах От Рин (фр. Breitenbach-Haut-Rhin) насеље је и општина у источној Француској у региону Алзас, у департману Горња Рајна која припада префектури Колмар.
По подацима из 2011. године у општини је живело 854 становника, а густина насељености је износила 91,14 становника/km². Општина се простире на површини од 9,37 km². Налази се на средњој надморској висини од 440 метара (максималној 1.165 m, а минималној 414 m).

## Демографија
| 1962. | 1968. | 1975. | 1982. | 1990. | 1999. | 2011. |
| ----- | ----- | ----- | ----- | ----- | ----- | ----- |
| 819   | 834   | 862   | 835   | 854   | 879   | 854   |

График промене броја становника у току последњих година